# Lloyd Russell-Moyle
Lloyd Cameron Russell-Moyle FRSA (sinh ngày 14 tháng 9 năm 1986) là một chính khách Lao động Hợp tác Anh, người được bầu làm Nghị sĩ Quốc hội (MP) cho Brighton Keemown trong cuộc tổng tuyển cử năm 2017. Ông giữ ghế trong cuộc tổng tuyển cử năm 2019.

## Đầu đời và giáo dục
Russell-Moyle sinh ngày 14 tháng 9 năm 1986 tại Brighton, Anh. Ông được giáo dục tại Trường Tiểu học Wallands, Trường Priory, Lewes, và Sussex Downs College. Anh ấy học ở trường Đại học Bradford và Đại học Sussex.
Ông làm việc ở Cơ quan Thanh niên Quốc gia, chủ trì The Woodcraft Folk và là phó chủ tịch của Diễn đàn Thanh niên châu Âu có trụ sở tại Brussels.

## Đời tư
Vào tháng 11 năm 2018, trong một cuộc tranh luận của Hạ viện để đánh dấu Ngày Thế giới phòng chống AIDS lần thứ 30, Russell-Moyle tiết lộ rằng ông đã được chẩn đoán là nhiễm HIV một thập kỷ trước đó, nói rằng ông muốn giải quyết sự kỳ thị vẫn liên quan đến tình trạng này và nêu rõ:"Tôi không chỉ sống sót, tôi đã thịnh vượng và bất kỳ bạn đời nào tôi có đều an toàn và được bảo vệ", sau đó tham khảo trong bài phát biểu của mình để có tải lượng virus không thể phát hiện, cũng như thảo luận về điều trị dự phòng trước phơi nhiễm và chính sách y tế công cộng. Khi tiết lộ tình trạng HIV của mình trong một bài phát biểu tại Quốc hội, ông đã trở thành nghị sĩ đầu tiên làm điều đó trong phòng của Hạ viện và chỉ là người thứ hai (sau Chris Smith) sống công khai với HIV như một nghị sĩ.
Vào ngày 18 tháng 3 năm 2020, Russell-Moyle tuyên bố rằng ông đã xét nghiệm dương tính với bệnh coronavirus 2019, trở thành nghị sĩ thứ ba được chẩn đoán mắc bệnh.
Russell-Moyle là một cộng tác viên danh dự của Hiệp hội thế tục quốc gia.